# Railpool
Railpool is een Europese leasemaatschappij voor spoorwegmaterieel, gevestigd in München. Het bedrijf is opgericht in 2008 door HSH Nordbank en KfW IPEX-Bank, sinds 9 mei 2014 is het eigendom van private equity-fonds Oaktree Capital Management. Het bedrijf richt zich op locomotieven en rollend materieel voor passagiersvervoer. Een deel van het aanbod is aangekocht via sale-and-lease-back constructies.

## Assortiment

### Locomotieven

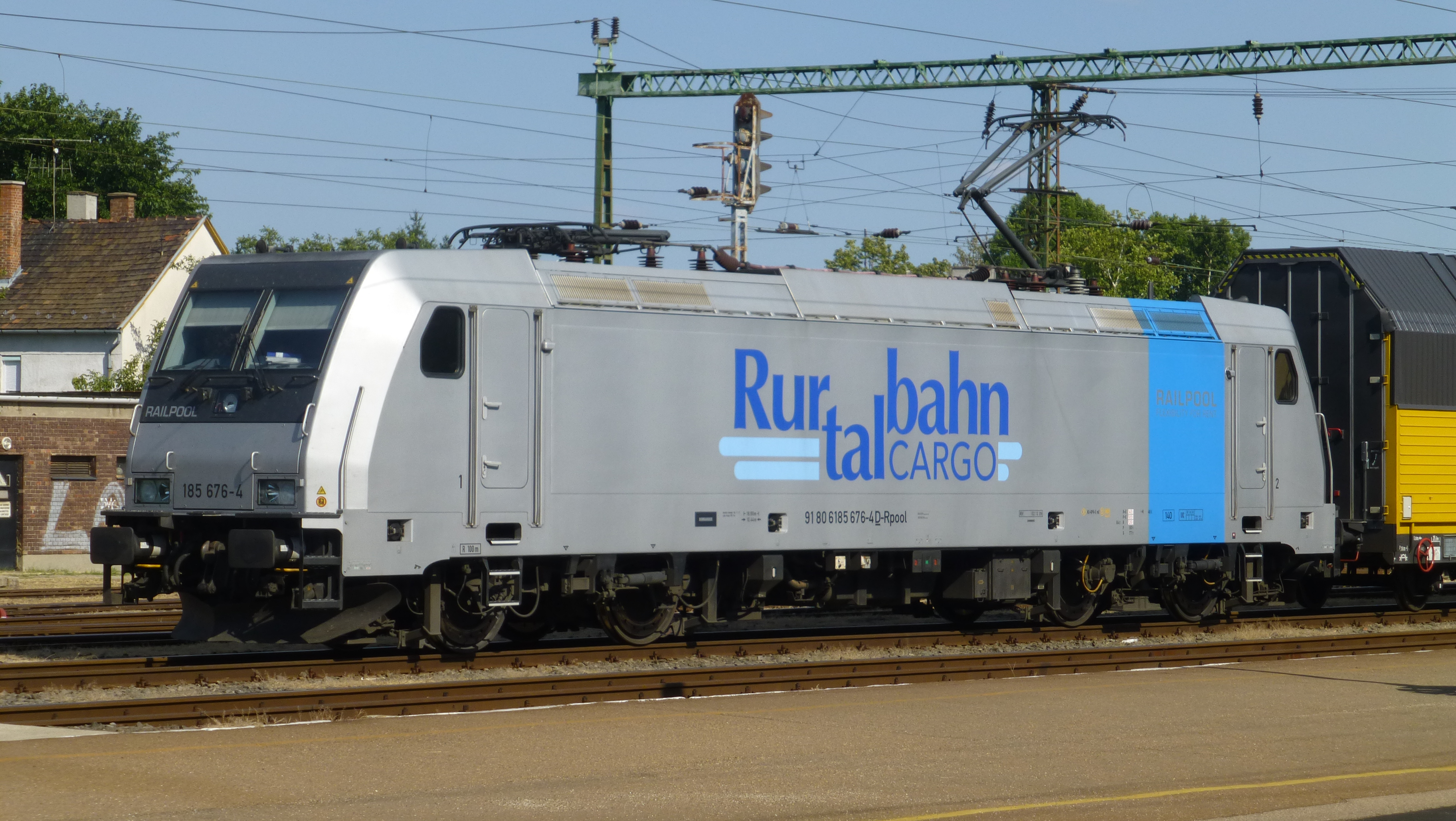
Railpool TRAXX, verhuurd aan Rurtalbahn.

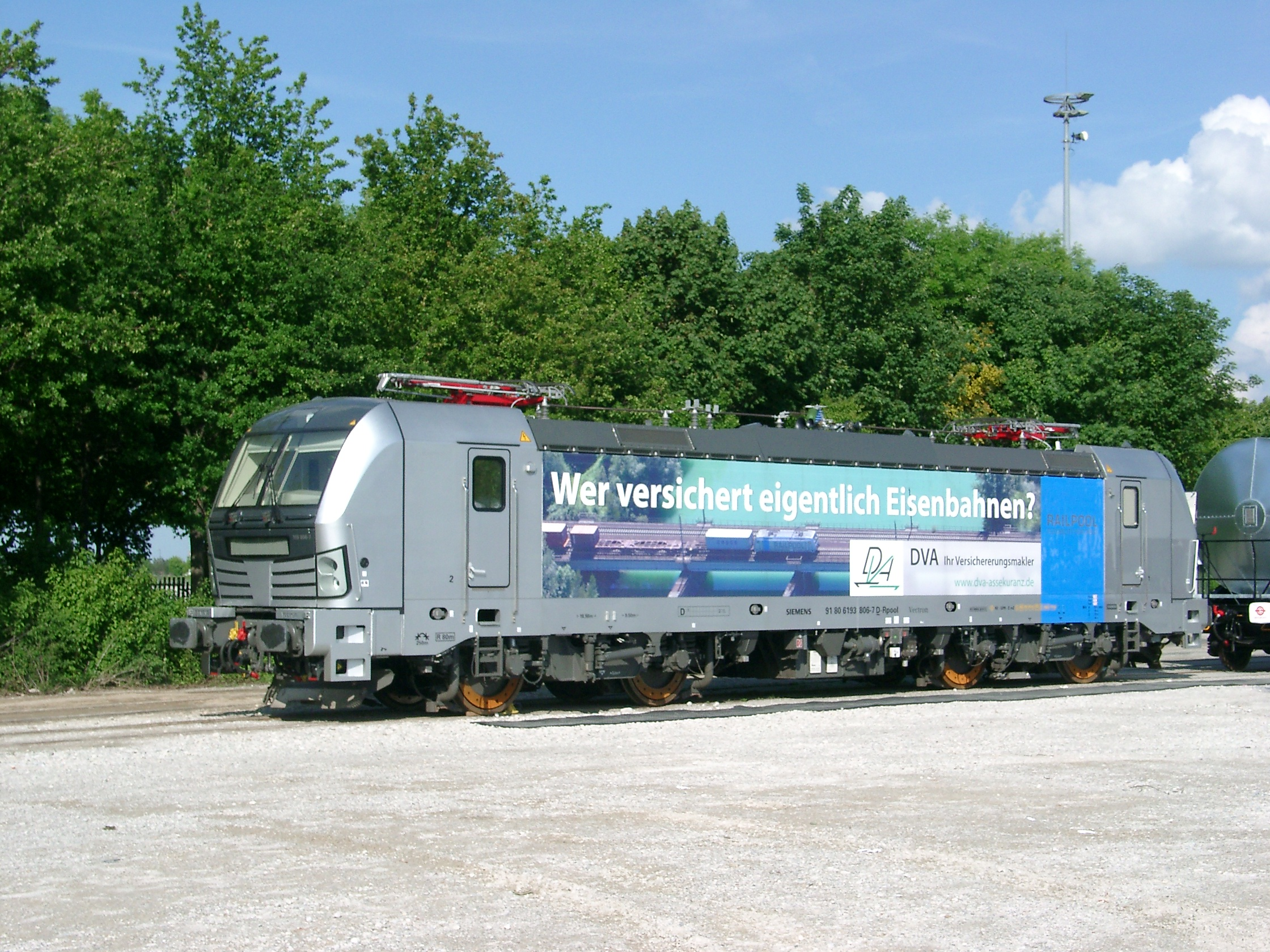
Railpool Vectron.

#### Bombardier TRAXX
Voor lease en verhuur van locomotieven heeft Railpool verschillende versies van de Bombardier Transportation TRAXX ter beschikking.
- F140 AC, in de varianten (D-A-H-RO) en (D-A-S-N).
- F140 MS, in de varianten (D-A-CH-I-NL), (D-A-B-NL), (D-A-PL), (D-A-I), (D-A-B-NL-CZ-SK), (D-A-CH-I-NL-B) en (D-A-B-NL-CZ-SK-HU).
- TRAXX DC, voor inzet in Polen.
- AC 3 Last Mile, in de variant (D-A-CH).

#### Siemens Vectron
Railpool was de eerste koper van de locomotieffamilie Vectron. Er zijn 6 elektrische locomotieven geleverd in de variant voor Duitsland en Oostenrijk. Deze machines zijn geschikt voor 15 kV 16,7 Hz en 25 kV 50 Hz, hebben een vermogen van 6.400 kW en een maximumsnelheid van 200 km/h. Tevens zijn ze voorzien van ETCS, benodigd voor inzet in Oostenrijk.
Tevens worden twee machines gehuurd van northrail, die moederbedrijf Paribus Capital heeft aangeschaft in het kader van haar Rail Portfolio III. De locomotieven hebben dezelfde technische specificaties als de bovengenoemde exemplaren, maar zijn bedoeld voor personenvervoer in Zweden tot minimaal eind 2016.

### Wagons

#### Bombardier TWINDEXX voor DSB
Aan de Deense staatsspoorwegen worden 45 passagierswagons verhuurd. Het gaat om dubbeldeks stuurstandrijtuigen en gewone dubbeldekkerswagons van de 4de generatie, gebouwd door Bombardier Transportation.

### Treinstellen

#### Stadler GTW 2/6 en 2/8 voor Arriva
Railpool bezit 8 treinstellen van Stadler GTW waarmee Arriva Personenvervoer Nederland de dienst uitvoert op de Heuvellandlijn. Het gaat om 5 stuks GTW 2/6 en 3 stuks GTW 2/8 gebouwd door Stadler Rail.